# Eckhard Schmittdiel
Eckhard Schmittdiel (Dortmund, 13 maggio 1960) è uno scacchista tedesco.
Ha ottenuto il titolo di Maestro Internazionale nel 1988 e di Grande Maestro nel 1994.

## Principali risultati
È entrato a far parte di un club di scacchi solo all'età di 15 anni. Ha avuto il suo primo successo nel 1984 quando ha vinto la Coppa Dähne, e nel 1986 è diventato campione della Renania Settentrionale-Vestfalia.
Nel 1987/88 ha vinto il torneo di Augusta. Nel 1989 ha pareggiato con Vlastimil Hort nel campionato tedesco a Bad Neuenahr. Il tie-break si è concluso con un pareggio, così che Hort è diventato campione grazie allo spareggio Bucholz.
Nel 1990 è stato pari primo con Romuald Mainka a Praga. Nel 1994 ha vinto a Gausdal, nel 1999 e nel 2000 ha vinto il torneo magistrale di Dortmund. Più recentemente Schmittdiel ha vinto l'open di Avoine nel 2006, l'open di Crailsheim nel 2009 e il torneo rapido Filderpokal nel 2010. Ha vinto il campionato della città di Dortmund nel 1983 e nel 2013.
Dalla stagione 1989/90, Schmittdiel ha giocato nel campionato tedesco a squadre con i club SF Dortmund-Brackel, SG Porz, SV Tübingen 1870, SG Bochum 31, TV Tegernsee, Stuttgarter Schachfreunde, SC Hansa Dortmund e BCA Augsburg.
Ha giocato qualche volta anche nel campionato austriaco a squadre (Österreichen Schachbundesliga) con il club SK Absam.
Ha ottenuto il suo massimo rating FIDE in luglio 1999, con 2505 punti Elo.